# Leung Kwok-hung
Leung Kwok-hung (en xinès 梁國雄; nascut el 27 de març de 1956), també conegut pel seu sobrenom de "cabell llarg" (長毛</link>), és un polític i activista social d'Hong Kong. Va ser membre del Consell Legislatiu, en representació dels Nous Territoris Est. Trotskista en la seva joventut, va ser membre fundador de la Lliga Marxista Revolucionària. Es va convertir en una icona política amb els seus cabells llargs i la samarreta del Che Guevara a les protestes abans de ser elegit al Consell Legislatiu el 2004. El 2006, va cofundar un partit socialdemòcrata, la Lliga dels Socialdemòcrates (LSD) de la qual va ser el president del 2012 al 2016.
El 2017, va anunciar la seva candidatura per a les eleccions al cap de l'Executiu de 2017, mitjançant una petició pública no oficial, però es va retirar després de no rebre prou signatures. El 14 de juliol de 2017, Leung va ser desqualificat pel tribunal per la seva manera de prestar jurament a la reunió inaugural del Consell Legislatiu el 12 d'octubre de 2016 com a conseqüència de la controvèrsia de la prestació del jurament.

## Vida primerenca i activisme social
Leung va néixer el 27 de març de 1956 a Hong Kong en una família de la província de Guangdong. Nascut a Shau Kei Wan, més tard es va traslladar a Chai Wan Estate. Es va criar en una sola família després que el seu pare marxés de casa quan Leung tenia sis anys, mentre que la seva mare era amah en una família britànica per mantenir la família i Leung va haver de viure amb familiars a Shau Kei Wan que en tenia set. nens.
Leung es va educar a l'escola secundària Clementi. Leung atribueix el seu despertar polític a la Revolució Cultural i als disturbis de Hong Kong de 1967, participant en el "moviment estudiantil maoista". Ell i la seva mare eren membres de la Federació de Sindicats d'Hong Kong (HKFTU), el sindicat d'esquerres procomunista de l'època. Després de les caigudes de Lin Biao i la Colla dels Quatre que van aixafar l'idealisme maoista, Leung va reflectir la seva creença política i es va aprofundir en el trotskisme sota la influència de les icones de l'activisme social d'aquella època com Ng Chung-yin.
Ha estat empresonat breument diverses vegades per delictes com ara crits des de la galeria de visualització pública del Consell Legislatiu de Hong Kong (LegCo), cremar la bandera nacional de la República Popular de la Xina i irrompre per la força en un esdeveniment polític de l'oposició. L'any 2000, ell i Koo Sze-yiu van ser processats per interrompre una reunió de LegCo i després van ser empresonats durant 14 dies, convertint-se en els primers dissidents a ser empresonats després del lliurament de Hong Kong el 1997. Abans havia estat acusat 14 vegades, 11 de les quals van ser condemnats.

## Detencions, atacs i condemnes penals
El 18 d'abril de 2020, Leung va ser arrestat com una de les 15 figures d'alt perfil de la democràcia de Hong Kong, sota sospita d'organitzar, fer publicitat o participar en diverses assemblees no autoritzades entre l'agost i l'octubre de 2019 en el curs de les protestes contra el projecte de llei contra l'extradició. Seguint el protocol, la declaració policial no va revelar els noms dels acusats. Un dia abans de la seva detenció, va ser apunyalat amb un objecte punxant mentre es manifestava en solidaritat amb el legislador prodemocràcia Dennis Kwok, que havia estat durament criticat pel camp pro-Beijing. L'atac va tenir lloc davant de l'Oficina d'Enllaç i va ser ajudat pel seu company activista Raphael Wong abans de ser traslladat a un hospital, on més tard va ser donat d'alta a petició seva. El setembre del 2020, l'home de 81 anys que el va apunyalar va ser jutjat per l'atemptat i va ser elogiat de manera polèmica pel magistrat per "estimar la societat". També es va citar que l'ancià va dir que volia que els activistes Joshua Wong i Ted Hui "morissin el més aviat possible", i va incloure a Leung en el mateix desig. Va ser condemnat l'octubre del 2020 a una pena de presó de tres mesos i sis dies.
L'agost de 2020, Leung es trobava entre un gran grup de figures pro-democràcia acusades per la vetlla prohibida que commemorava el 31è aniversari de les protestes de la plaça de Tiananmen de 1989.
El 6 de setembre de 2020, va ser arrestat quan protestava per l'ajornament de les eleccions al Consell Legislatiu de Hong Kong de 2020. El 15 de setembre de 2020 va comparèixer davant el tribunal per a la reunió prohibida de l'aniversari de Tiananmen on va criticar el Partit Comunista Xinès. El 8 de desembre de 2020, Leung va ser arrestat de nou per "assemblea no autoritzada" durant la protesta de l'1 de juliol d'aquell any i va ser alliberat sota fiança a l'espera de comparèixer al tribunal. El seu partit va condemnar la seva detenció.